# Copolimero SAN
Con l'abbreviazione SAN si indica lo StiroloAcriloNitrile ovvero  il copolimero acrilonitrile-stirene.
Questo materiale può essere ottenuto per polimerizzazione in massa o in sospensione a partire da due monomeri. Il materiale ottenuto è trasparente; senza aggiunta di additivi fornisce manufatti piani (lastre) con colore giallo tenue, che viene eliminato per aggiunta di additivi ottici.
Il materiale è dotato di buona resistenza ai solventi e di buone proprietà meccaniche. Viene molto utilizzato nella preparazione di manufatti trasparenti per uso tecnico. Un importante campo di applicazione è quello inerente alla preparazione di resine ABS: in questo caso il SAN viene mescolato a copolimeri a innesto del polibutadiene con acrilonitrile e stirene.